# تترامتیلن‌دی‌سولفوتترامین
تترامتیلن‌دی‌سولفوتترامین (به انگلیسی: Tetramethylenedisulfotetramine) با فرمول شیمیایی C۴H۸N۴O۴S۲ یک ترکیب شیمیایی با شناسه پاب‌کم ۶۴۱۴۸ است. که جرم مولی آن ۲۴۰٫۲۶ g/mol می‌باشد. شکل ظاهری این ترکیب، پودر سفید است.